# یادمان جنگ استرالیا

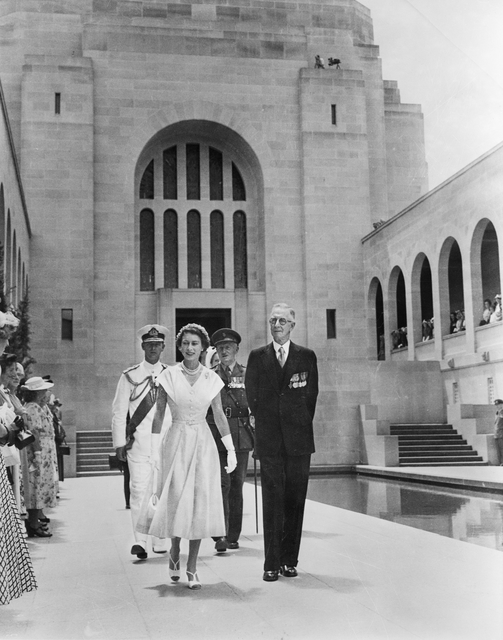
ملکه الیزابت دوم، که توسط چارلز بین (۱۶ فوریه ۱۹۵۴) در یادبود جنگ همراهی شد. شاهزاده فیلیپ با لباس دریایی از پشت سر می‌گذرد.

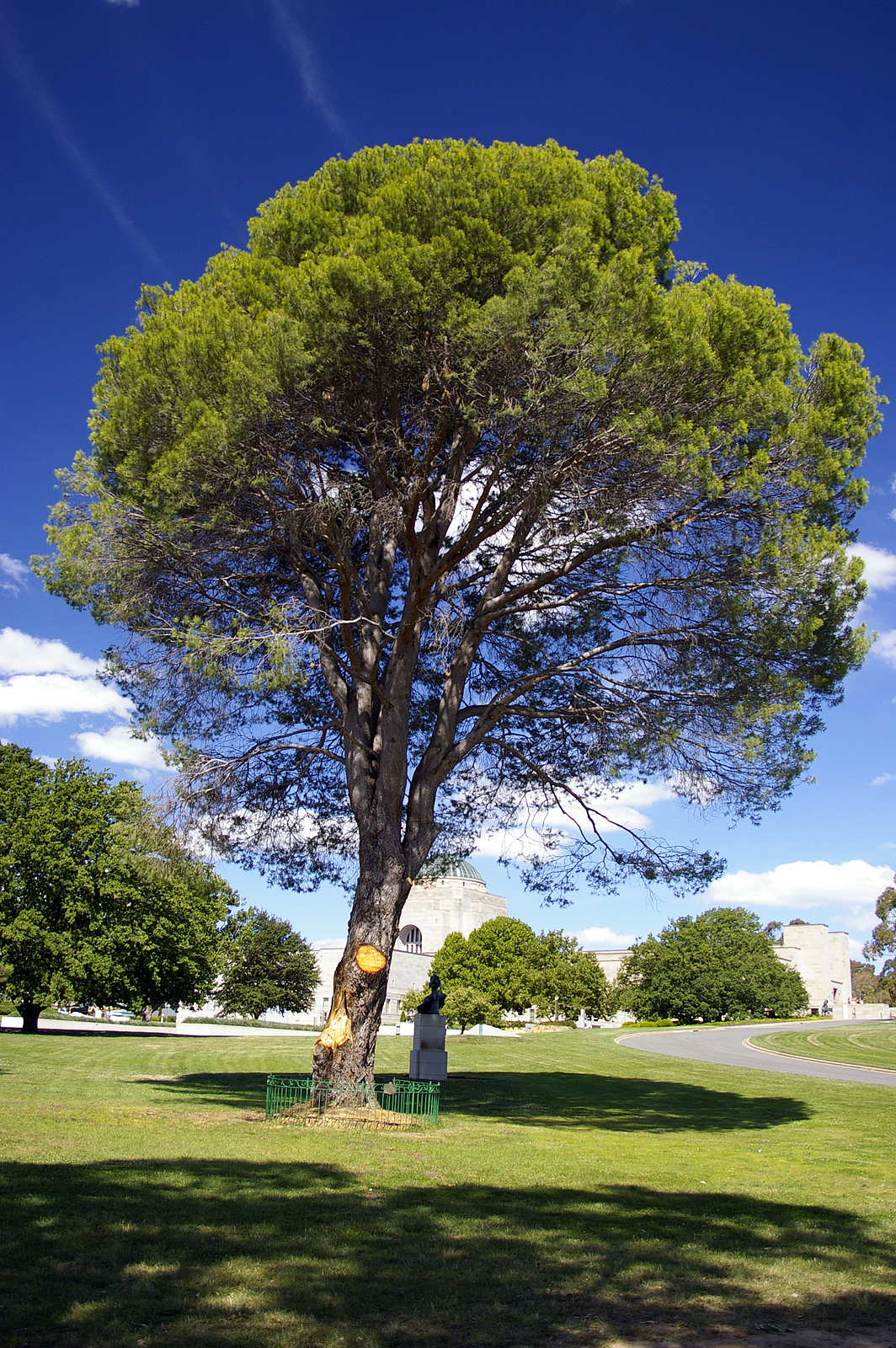
این درخت در یادبود جنگ در سال ۱۹۳۴ به عنوان یادبود جنگ جهانی جنگ Lone Pine کاشته شد.

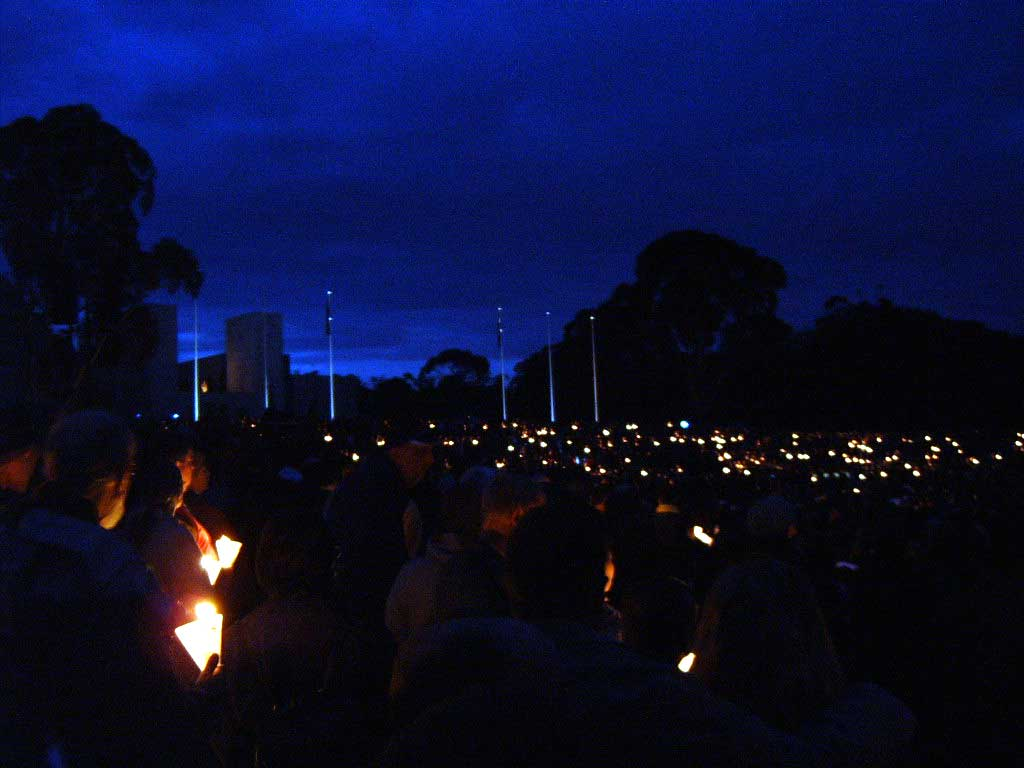
۹۰ سالگی روز انزاک (۲۵ آوریل ۲۰۰۵)

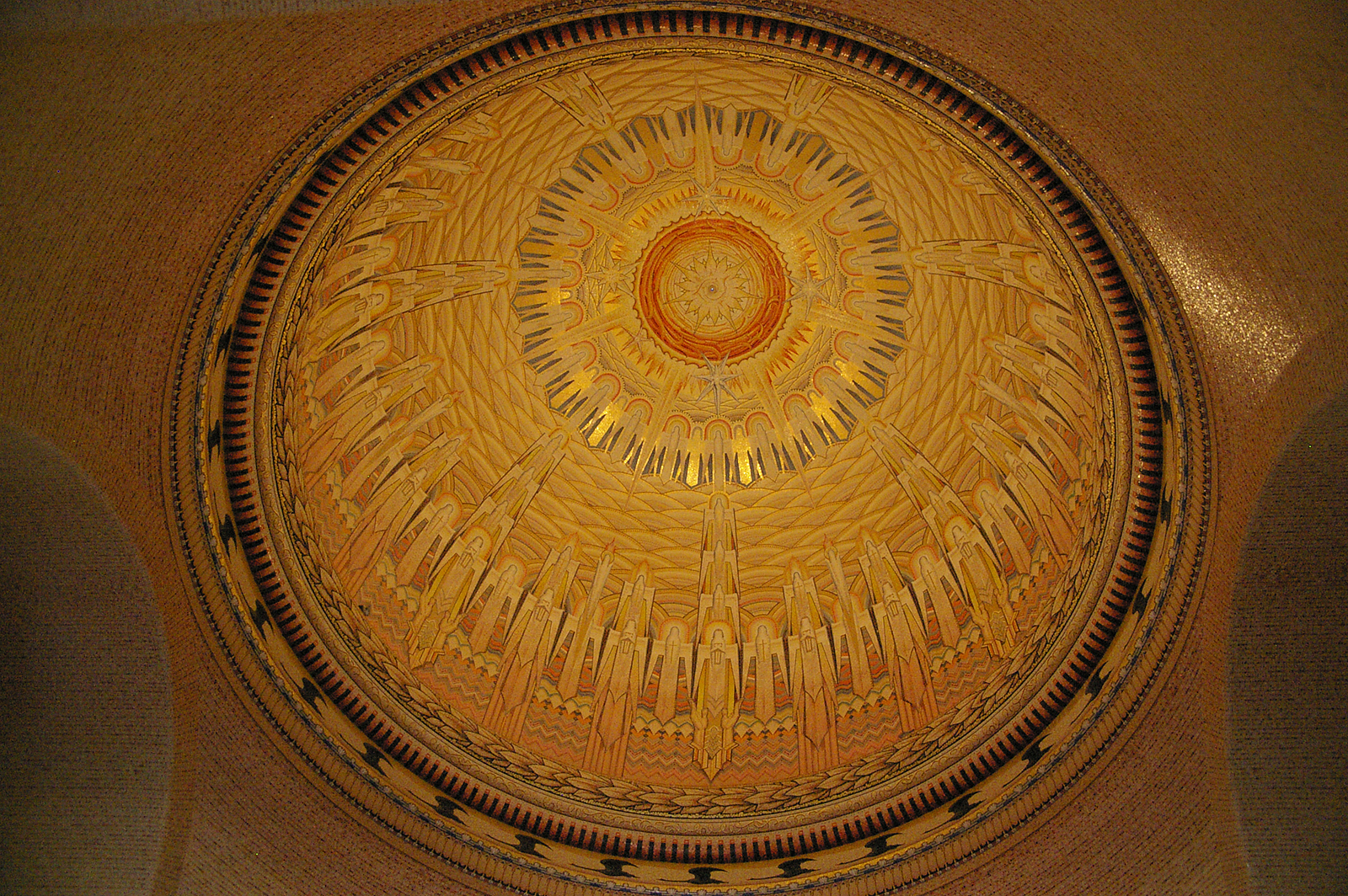
جزئیات گنبد از داخل تالار یادبود.

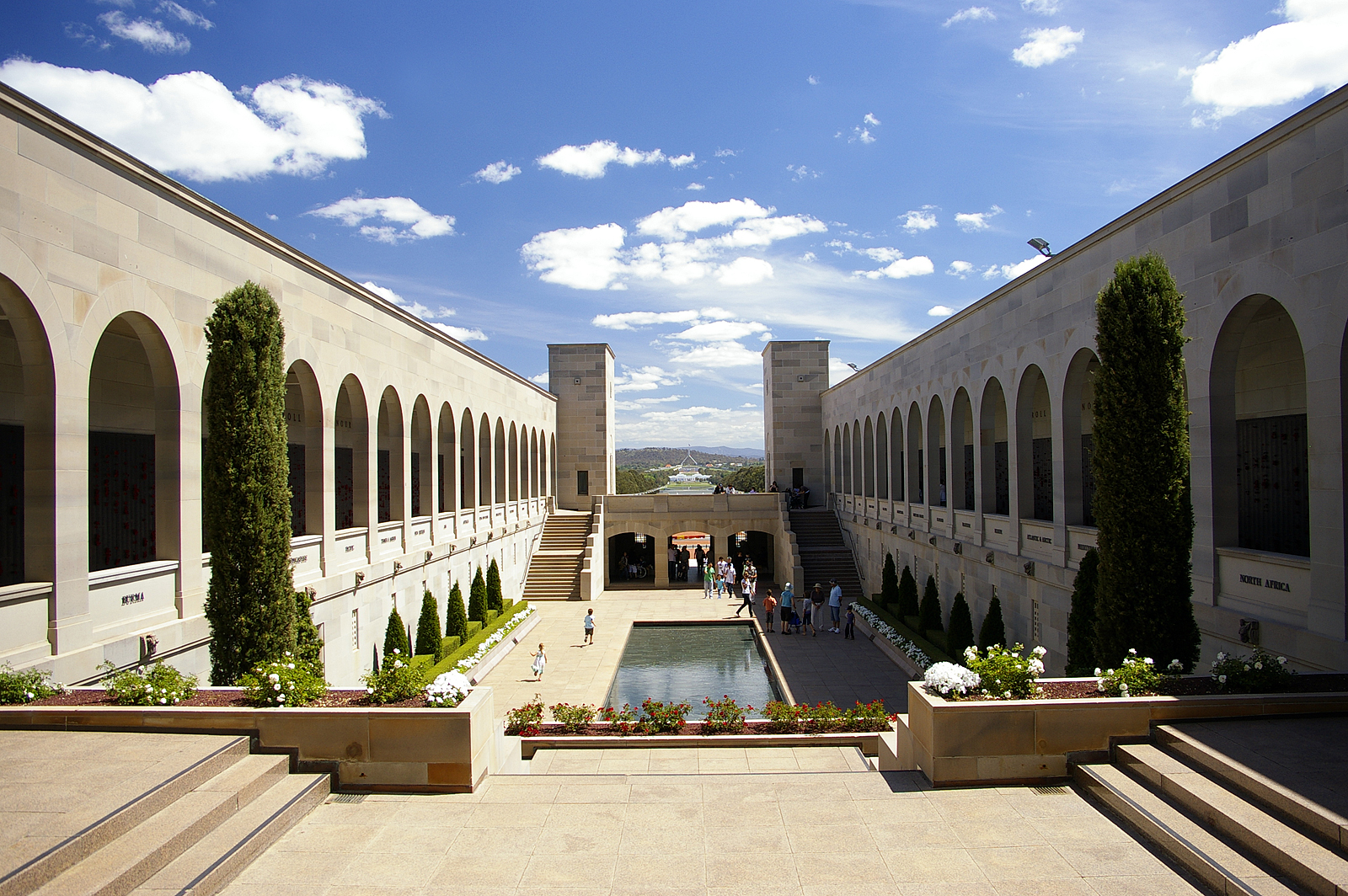
حیاط یادبود

یادمان (یادبود) جنگ استرالیا یک بنای یادبود در کشور استرالیا است که به احترام اعضای نیروهای مسلح و سازمانهای حمایت کننده که در جنگهای استرالیا کشته شده‌اند، ساخته شده‌است.
این بنای یادبود در پایتخت استرالیا، کانبرا در منطقه حکومتی کپیتال هیلز قرار دارد.
یادبود جنگ استرالیا از سه بخش تشکیل شده‌است: منطقه یادبود (حرم) از جمله تالار یادبود با مقبره سرباز ناشناس استرالیا، گالری‌های یادبود (موزه) و مرکز تحقیقات (سوابق). این یادمان همچنین دارای یک باغ مجسمه‌سازی در فضای باز است.